# 矮生大萼委陵菜
矮生大萼委陵菜（学名：Potentilla conferta var. trijuga）为蔷薇科委陵菜属下的一个变种。

## 扩展阅读
- 維基物種上的相關：矮生大萼委陵菜